# Kathleen Gati
Kathleen Gati (Montreal, 13 agosto 1957) è un'attrice canadese. È famosa soprattutto per il ruolo di Liesl Obrecht in General Hospital.

## Biografia
Gati nasce a Montreal in Canada il 13 agosto 1957. Il 7 aprile 2012 sposa Michael Browers. La svolta nella sua carriera arriva nel 1989 nella soap opera La valle dei pini nel ruolo ricorrente di Taffy Winslow rimanendo fino al 1990. Nel corso della sua carriera appare in diversi film tra cui L'angelo della vendetta, Catholic Boys, Frankenhooker, Sunshine, Jakob il bugiardo, Igby, Mi presenti i tuoi?, La coniglietta di casa, The Future, Little Birds, Transformers 3 e in diverse serie tv tra cui The Practice - Professione avvocati, Due papà da Oscar, Da Vinci's Inquest, Arrest & Trial, Resurrection Blvd., The Agency, NYPD - New York Police Department, Carnivàle, Cold Case - Delitti irrisolti, E.R. - Medici in prima linea, Squadra Med - Il coraggio delle donne, Una donna alla Casa Bianca, Bones, Desperate Housewives, 24, Ghost Whisperer - Presenze, NCIS - Unità anticrimine, Kamen Rider: Dragon Knight, The Mentalist, Leverage - Consulenze illegali, Febbre d'amore, Covert Affairs, Lie to Me, Fairly Legal, Alphas, Weeds, Arrow e The Fosters. Dal 2012 interpreta la dottoressa Liesl Obrecht nella soap opera General Hospital.

## Filmografia

### Cinema
- L'angelo della vendetta (1981)
- Catholic Boys (1985)
- Forever, Lulu (1987)
- Creating Rem Lezar (1989)
- Frankenhooker (1990)
- Amore pericoloso (1999)
- Sunshine (1999)
- Jakob il bugiardo (1999)
- The Hollywood Sign (2001)
- Time X - Fuori tempo massimo (2002)
- Man of the Year (2002)
- Igby (2002)
- Mi presenti i tuoi? (2004)
- The Heart Specialist (2006)
- The Elder Son (2006)
- Trade (2007)
- La coniglietta di casa (2008)
- The Space Between (2010)
- The Future (2011)
- Little Birds (2011)
- Transformers 3 (2011)
- Thunder and the House of Magic (2013)

### Televisione
- La valle dei pini - soap opera (1989-1990)
- The Practice - Professione avvocati - serie TV, 1 episodio (1998)
- Due papà da Oscar - serie TV, 1 episodio (1998)
- Da Vinci's Inquest - serie TV, 1 episodio (1999)
- Arrest & Trial - serie TV, 1 episodio (2000)
- Resurrection Blvd. - serie TV, 1 episodio (2000)
- When Billie Beat Bobby - film TV (2001)
- The Agency – serie TV, 2 episodi (2001, 2003)
- NYPD - New York Police Department - serie TV, 1 episodio (2002)
- Carnivàle - serie TV, 1 episodio (2003)
- Cold Case - Delitti irrisolti - serie TV, 1 episodio (2003)
- E.R. - Medici in prima linea - serie TV, 1 episodio (2004)
- Squadra Med - Il coraggio delle donne - serie TV, 1 episodio (2006)
- Jimmy Kimmel Live! - talk show, 1 episodio (2006)
- Una donna alla Casa Bianca - serie TV, 1 episodio (2006)
- Bones - serie TV, 1 episodio (2006)
- Desperate Housewives - serie TV, 1 episodio (2006)
- 24 - serie TV, 6 episodi (2006-2007)
- Ghost Whisperer - Presenze - serie TV, 1 episodio (2007)
- NCIS - Unità anticrimine – serie TV, 1 episodio (2008)
- Kamen Rider: Dragon Knight - serie TV, 1 episodio (2008)
- The Mentalist - serie TV, 1 episodio (2009)
- Leverage - Consulenze illegali - serie TV, 1 episodio (2009)
- Febbre d'amore - soap opera, 1 episodio (2010)
- Covert Affairs - serie TV, 1 episodio (2010)
- Lie to Me – serie TV, 1 episodio (2010)
- Fairly Legal - serie TV, 1 episodio (2011)
- Jon Benjamin Has a Van - serie TV, 1 episodio (2011)
- Alphas - serie TV, 4 episodi (2011)
- Weeds - serie TV, 1 episodio (2012)
- Arrow - serie TV, 6 episodi (2012, 2017-2018)
- General Hospital - soap opera (2012-in corso)
- The Fosters - serie TV, 1 episodio (2015)